# Mordellistena kaszabi
Mordellistena kaszabi es una especie de coleóptero de la familia Mordellidae.

## Distribución geográfica
Habita en (Mongolia).